# Referendum o zakonu o preprečevanju dela in zaposlovanja na črno
Referendum o zakonu o preprečevanju dela in zaposlovanja na črno je bil naknadni zakonodajni referendum o Zakonu o preprečevanju dela in zaposlovanja na črno (ZPDZC-1), ki je potekal 5. junija 2011.